# MANTIS
MANTIS (Sistema di intercettazione e puntamento modulare, automatico e di rete), precedentemente denominato NBS-C-RAM (contro-razzo, artiglieria e mortaio), è l'ultimo sistema di protezione a corto raggio della Bundeswehr, destinato alla difesa aerea delle basi terrestri. È prodotto da Rheinmetall Air Defence, una filiale della tedesca Rheinmetall. Fa parte del futuro progetto di difesa aerea SysFla dell'aeronautica.

## Descrizione
Il sistema NBS C-RAM dovrebbe rilevare, tracciare e abbattere i proiettili in arrivo prima che possano raggiungere il loro bersaglio entro una distanza molto ravvicinata. Il sistema stesso è basato sul sistema di difesa aerea Skyshield di Oerlikon Contraves.
Un sistema C-RAM NBS è composto da sei cannoni automatici da 35 mm (in grado di sparare 1.000 colpi al minuto), un'unità di controllo a terra e due unità sensore. L'intero sistema è completamente automatizzato. Le armi sparano munizioni programmabili "Ahead", sviluppate da Rheinmetall Weapons and Munitions - Switzerland (ex Oerlikon Contraeves Pyrotec). Le riservette contengono 152 proiettili al tungsteno del peso di 3,3 g ciascuno.
Originariamente, l'esercito tedesco ordinò un primo lotto di due sistemi nel 2009, con altri due seguiti nel 2013. Tutti i sistemi MANTIS sono stati trasferiti all'aviazione tedesca, che ora è responsabile di tutte le attività di difesa aerea. I primi due sistemi costano circa € 110,8 milioni, più altri € 20 milioni per scopi di formazione e documentazione. In un contratto successivo, del valore di circa 13,4 milioni di euro, Rheinmetall consegnerà anche le munizioni corrispondenti all'esercito tedesco.
La Bundeswehr tedesca ha rilevato il primo sistema MANTIS il 1º gennaio 2011.

## Struttura
Il FlaWaSys MANTIS si adatta in modo flessibile alle dimensioni e all'ambiente dell'ambiente protetto e consiste in un centro di controllo e controllo antincendio (BFZ), due sensori radar e fino a otto cannoni GDF-020 collegati (fino a quattro cannoni per sensore). Si sta prendendo in considerazione il coinvolgimento di MANTIS nel "sistema anti-aereo" (SysFla).
Unità sensore NBS
Per controbattere con successo le minacce per cui è stato progettato, MANTIS è collegato ad almeno un sensore radar, che è stato ottimizzato principalmente per rilevare e tracciare bersagli il cui Radar Cross Section (RCS) è molto piccolo. Il radar MANTIS dovrebbe essere in grado di rilevare bersagli con un RCS ben al di sotto di 0,01 m² a distanze fino a 20 km. Uno o più sensori aggiuntivi servono solo come ridondanza, per chiudere gli spazi vuoti nella copertura radar (ombra radar) o per la valutazione della profondità della ricerca obiettivo.
35-mm-Geschütz GDF 020
l'escursione è di 360 °, il brandeggio aumenta da -15 ° a + 85 °. La cadenza è di 1000 giri al minuto non appena l'otturatore del cannone ha raggiunto la piena velocità di rotazione, dopo alcuni scatti. Come un sistema C-RAM, il cannone è caricato con munizioni AHEAD (munizioni avanzate a frammentazione), la cui velocità alla bocca è di circa 1050 m / s. La portata massima del cannone è di 5 km contro un velivolo lento o con traiettoria fissa e circa 3 km contro proiettili, razzi e missili.

## Sistema di difesa aerea (SysFla)
Con il sistema di difesa aerea pianificato (SysFla), la Bundeswehr riceverà un sistema di difesa aerea all'avanguardia, che mira a garantire una protezione completa dei soldati contro le minacce provenienti dall'aria. Lo spettro coperto da questo sistema varierà da piccoli bersagli a missili e missili di grosso calibro, così come bersagli classici come elicotteri e aerei da combattimento. Come parte di SysFla, gli elementi di MANTIS devono essere integrati o estesi in questo. La configurazione di base SysFla comprende il cannone GDF-020, l'unità sensore NBS e anche il BFZ, che necessita di un'estensione per la connessione del missile guidato di nuova generazione (LFK NG) e il sensore a infrarossi FIRST.